# Blue and Red
»Blue and Red« (Modra in rdeča) je evrovizijska skladba ManuElle iz leta 2016. Glasbo sta napisala Manuela Brečko in Marjan Hvala, besedilo pa Leon Oblak.

## EMA 2016
27. februarja 2016 je potekala 21. izvedba EME v studiu 1 RTV Slovenija. Med 10 tekmovalnimi skladbami se je po mnenju tričlanske strokovne (Raay, Darja Švajger in Marlena) skupaj z Raiven uvrstila v superfinale.
Tam je po glasovanju z televotingom z 3865 glasovi za las premagala Raiven (3738 glasov) in se tako kot slovenska predstavince uvrstila na tekmovanje za Pesem Evrovizije 2016 v Stockholmu.

## Evrovizija 2016
ManuElla je z njo nastopila v drugem polfinalnem večeru pod zaporedno številko 11. Pristala je na 14. mestu s 57 točkami (49 jih je prejela od žirije, 8 pa od občinstva) in se ji tako ni uspelo uvrstiti v veliki finale.

## Snemanje
Producent je bil Marjan Hvala. Skladba je bila izdana na uradni album kompilaciji prireditve Eurovision Song Contest Stockholm 2016 - Come Together pri založbi Universal Music Group na zgoščenki.

## Zasedba

### Produkcija
- Manuela Brečko – glasba
- Marjan Hvala – glasba, aranžma, producent
- Leon Oblak – besedilo

### Studijska izvedba
- Manuela Brečko – vokal